# Mesanthura atrata
Mesanthura atrata là một loài chân đều trong họ Anthuridae. Loài này được Nunomura miêu tả khoa học năm 1985.